# CKQC-FM
CKQC-FM (Country 107.1) ist ein privater Hörfunksender in Abbotsford, British Columbia, Kanada. Der Sender gehört seit 1999 zu Rogers Communications in Kanada. Das Sendeformat entspricht dem Country Format und wird zurzeit mit einer Leistung von 1 kW auf 107,1 MHz ausgestrahlt. 

## Geschichte
Der Sender war nicht von Anfang an auf dieser Frequenz zu hören, sondern wechselte im Laufe seiner Sendergeschichte diese mehrfach. Genau so wechselte er auch mehrfach seinen Sendernamen.

### Ehemalige Frequenzen
- 1240 AM (1962–1977)
- 850 AM (1977–2001)
- 92.5 FM (2002)

### Ehemalige Sendernamen
- CFVR (1962–1994)
- CKMA (1994–2000)
- CFSR (2000–2001)
- CFSR-FM (2001–2005)